# Ligne de Mont-sur-Meurthe à Bruyères
La ligne de Mont-sur-Meurthe à Bruyères est une ancienne ligne ferroviaire française à voie unique et à écartement standard non électrifiée sur le territoire des départements de Meurthe-et-Moselle et des Vosges, dans la région Grand Est. Elle desservait la vallée de la Mortagne et reliait Mont-sur-Meurthe à Bruyères en passant par Rambervillers.
Elle constitue la ligne no 065 000 du réseau ferré national. Historiquement, elle constituait la ligne 237 dans l'ancienne numérotation SNCF des lignes de la région Est après avoir été la ligne 35 à l'époque de la Compagnie des chemins de fer de l'Est.

## Historique
La première section de cette ligne à être concédée est celle de « Lunéville à Gerbéviller » le 7 décembre 1872, par une convention, signée entre le département de Meurthe-et-Moselle et M. Parent-Pécher, banquier à Tournai en Belgique. La convention est approuvée par un décret le 8 août 1873 qui déclare la ligne d'utilité publique, à titre d'intérêt local.
M. Parent-Pécher n'est pas en mesure de commencer les travaux dans le délai imparti par l'administration. Après la mort de son fondateur, l'entreprise créée par M. Parent-Pécher pour la concession de ces lignes se voit déchue de ses droits en 1880. La ligne de Lunéville à Gerbérviller est classée ligne d'intérêt général par une loi le 13 janvier 1881. Cette même loi autorise l'État à construire la ligne. Il en confie l'exploitation  à la compagnie des chemins de fer de l'Est.
La loi du 17 juillet 1879 (dite plan Freycinet) portant classement de 181 lignes de chemin de fer dans le réseau des chemins de fer d’intérêt général retient en no 27, une ligne de « Gerbéviller (Meurthe-et-Moselle) à Bruyères (Vosges) ».
La section entre Gerbéviller et Bruyères est déclarée d'utilité publique par une loi le 21 août 1882. Elle est concédée à titre définitif par l'État à la Compagnie des chemins de fer de l'Est par une convention signée entre le ministre des Travaux publics et la compagnie le 11 juin 1883. Cette convention est approuvée par une loi le 20 novembre suivant. Par cette même convention l'État cède à la compagnie la ligne entre Lunéville et Gerbéviller.
En 2023, sous l'impulsion d'industriels locaux ainsi que de la Communauté de Communes, un projet de régénération et réouverture de voie entre Rambervillers et Bruyères, à destination du fret uniquement, est envisagé pour un coût estimé entre 30 et 40 millions d'euros (20 km). Si les financements sont trouvés, cette réouverture est prévue à l'horizon 2030.

### Chronologie
- Le 7 décembre 1872, concession de ligne d'intérêt local de Lunéville à Gerbéviller à l'Entreprise Parent-Pécher et Cie ;
- le 8 août 1873, déclaration d'utilité publique de la ligne de Lunéville à Gerbéviller[2] ;
- le 17 juillet 1870, la ligne de Gerbéviller à Bruyères est classée d'intérêt général[4] ;
- le 9 janvier 1880, décès de M. Parent-Pécher ; les travaux n'ont pas commencé ;
- le 8 juin 1880, rachat de la concession par le département de Meurthe-et-Moselle ;
- le 13 janvier 1881, la ligne de Lunéville à Gerbéviller est classée d'intérêt général[3] ;
- le 21 août 1882, déclaration d'utilité publique de la ligne de Gerbéviller à Bruyères[5] ;
- le 29 août 1882, exploitation du tronçon Lunéville – Gerbéviller confiée provisoirement à la Compagnie des chemins de fer de l'Est[8] ;
- le 28 octobre 1882, mise en service du tronçon Mont-sur-Meurthe – Gerbéviller ;
- le 20 novembre 1883, concession du tronçon Gerbéviller – Bruyères à la Compagnie des chemins de fer de l'Est[6] ;
- le 10 octobre 1902, mise en service du tronçon Rambervillers – Bruyères ;
- le 28 décembre 1911, mise en service du tronçon Gerbéviller – Rambervillers ;
- le 1er janvier 1934, l'exploitation est affermée à la Compagnie de chemins de fer secondaires (CFS)[9],[10].
- le 21 mars 1960, la CFS fusionne avec la Compagnie des chemins de fer secondaires du Nord-Est (CFS-NE) et forme la Compagnie des chemins de fer secondaires et transports automobiles (CFSTA) ;
- le 6 juin 1966, la CFSTA est absorbée par la Société générale des Chemins de fer et transport automobile (CFTA) ;
- le 31 mai 1980, fin du service voyageurs ;
- le 1er juin 1980, l'exploitation est reprise par la Société nationale des chemins de fer français (SNCF) ;
- le 1er juin 1988, fin du service marchandises ;
- le 4 juillet 1990, création d'une exploitation touristique de draisines à pédales entre Deinvillers et Xermaménil - Lamath ;
- le 10 novembre 1993, déclassement du tronçon Mont-sur-Meurthe – Rambervillers[11] ;
- le 31 octobre 2003, fermeture du tronçon Rambervillers – Bruyères[12] ;
- le 16 janvier 2018, fermeture du tronçon Rambervillers – Bruyères[13] (la raison pour laquelle la décision de fermeture a dû être renouvelée n'est pas explicitée).